# Зуара
Зуара (араб. زوارة) — столиця муніципалітету Ен-Нуґат ель-Хумс, Лівія. Населення — 39 561 чол. (на 2010 рік).

## Історія
Берберське плем'я Звара було згадано арабським географом Аль Бекрі в 11 столітті. Місто, як таке, вперше згадувався мандрівником аль-Тіджані в 1306–1309 роках. В 1912–1943 роках Зуара перебував під контролем Італії. Місто згадувалося також таким мандрівником як Лев Африканський.
Тут Муаммар Каддафі вперше проголосив лівійську «культурну революцію» в 1973 році.